# Sciara
Sciara es una localidad italiana de la provincia de  Palermo, región de Sicilia, con 2.855 habitantes.

Ubicación de la ciudad de Sciara dentro de la provincia de Palermo.

## Evolución demográfica
| Gráfica de evolución demográfica de Sciara entre 1861 y 2001 |
|                                                              |
| Fuente ISTAT - Elaboración gráfica por parte de Wikipedia    |